# 希望格差社会
希望格差社会（きぼうかくさしゃかい）とは、2004年（平成16年）に筑摩書房から出版された、社会学者山田昌弘の著書。2007年（平成19年）には文庫化されている。サブタイトルは「負け組」の絶望感が日本を引き裂く。
山田は1999年（平成11年）に同じく筑摩書房から『パラサイト・シングルの時代』を出版し、「パラサイト・シングル」というキャッチーな造語を作り出して話題を呼んだ。
「格差社会」の語の初出は、バブル景気最中の1988年11月19日の『朝日新聞』社説で、山田の造語ではない。バブル崩壊後の2003年から2004年にかけて、雑誌や新聞記事で「勝ち組」という語の用例が急増する（「勝ち組」「負け組」も山田の造語ではない）。本書は格差社会についての出版物の嚆矢となった。
「格差社会」の語は「聖域なき構造改革」を推し進めた小泉政権期に一種のブームとなり、2006年には新語・流行語大賞の上位にランクインした。派生語として多数の「○○格差」（恋愛格差など）の造語が生まれた。

## 内容
山田は本書において、バブル崩壊後の平成不況により社会が不安定化し、「勝ち組」と「負け組」の格差が拡大する中で、「努力は報われない」と感じた人々から「希望」が消滅していき、将来に希望を持てる人と絶望している人に二極化することで、日本社会が分断されると指摘している。
山田は本書の中で「工業高校→技術者」「大学→大企業ホワイトカラー」といった、人生の「パイプライン」に穴が開き、「いい大学に入っていい会社に入り、年功序列賃金と終身雇用に守られる」というライフコースに乗れなくなり、努力して進学しても報われず将来に希望が持てない社会になっていることを指摘した。実際に就職氷河期世代では学校を卒業しても職がなく、フリーターやニートになる者が続出している。山田はその原因を「ニューエコノミー」にあるとしている。経済構造が大量生産から多品種少量生産へ、さらに第三次産業優位のサービス化経済へと変化したため、大量の正社員が必要なくなったのだと論じている。
山田は2006年（平成18年）、続編となる『新平等社会―「希望格差」を超えて 』（文春文庫、ISBN 4167736020）を発表している。

## 書誌情報
- 単行本 - 筑摩書房、2004年11月1日。ISBN 4480863605
- 文庫版 - ちくま文庫、2007年3月1日。ISBN 4480423087

目次
1. 不安定化する社会の中で
2. リスク化する日本社会―現代のリスクの特徴
3. 二極化する日本社会―引き裂かれる社会
4. 戦後安定社会の構造―安心社会の形成と条件
5. 職業の不安定化―ニューエコノミーのもたらすもの
6. 家族の不安定化―ライフコースが予測不可能となる
7. 教育の不安定化―パイプラインの機能不全
8. 希望の喪失―リスクからの逃走
9. いま何ができるのか、すべきなのか